# (2345) Fučik
(2345) Fučik (1974 OS; 1935 BE; 1935 DK; 1938 UH1; 1951 EC2; 1969 QJ; 1972 EG; 1972 GP; 1972 GT; 1975 XH2) ist ein Asteroid des äußeren Hauptgürtels, der am 25. Juli 1974 von der russischen (damals: Sowjetunion) Astronomin Tamara Michailowna Smirnowa am Krim-Observatorium (Zweigstelle Nautschnyj) auf der Halbinsel Krim (IAU-Code 095) entdeckt wurde.

## Benennung
(2345) Fučik wurde nach dem tschechischen Schriftsteller Julius Fučík (1903–1943) benannt, der in der Tschechoslowakei als „Nationalheld“ galt.